# 四条有資
四条 有資（しじょう ありすけ）は、南北朝時代の公家。大納言・四条隆資の子。伊予国司・左中将などに任じられた。南朝に仕えた。

## 経歴
延元2年/建武4年（1337年）、伊予国司として任国に赴いた。以降「大将」（国大将のことか）として同国宇和荘に入ったり、忽那島に渡って合戦の指揮をする（「忽那一族軍忠次第」）など伊予南朝方の勢力拡大に努めた。
興国4年/康永2年11月8日（1343年）、忽那義範に伊予名越城の「後措」を命じた。